# دراسات الذكور السود
دراسات الذكور السود، والمعروفة أيضًا باسم دراسات الرجال السود، ودراسات الذكورة السوداء، ودراسات الذكور الأمريكيين من أصل أفريقي، ودراسات الرجال الأمريكيين من أصل أفريقي، هي مجال بحثي متعدد التخصصات ينتمي إلى مجال دراسات السود ويركز على دراسة الرجال والفتيان السود. ويشمل مجاله البحثي دراسة الرجولة والذكورة عند السود، ويستمد من تخصصات أخرى مثل التاريخ والفلسفة وعلم الاجتماع.

## نظرة عامة
تركز دراسات الذكور السود في المقام الأول على دراسة الرجال والفتيان السود. ويشمل تركيزها البحثي دراسة الرجولة والذكورة عند السود، وتستمد من تخصصات مختلفة مثل التاريخ والفلسفة وعلم الاجتماع. تستخدم دراسات الذكور السود نموذجًا يركز على الذكور السود مصممًا لنقد منشورات الدراسات الجنسانية السابقة والحالية التي تتناول الذكور السود ويركز على مشكلة كراهية الرجال السود («ازدراء الرجال والفتيان السود») ويناهضها. تميل منشورات الدراسات الجنسانية السابقة والحالية إلى تقديم افتراضات بأن الرجال والفتيان السود مجرمون ومهاجمون للنساء السود والبيض. وبالنتيجة، تميل تلك الدراسات إلى احتواء نماذج ونظريات وروايات مبنية على كراهية الرجال السود، إلى جانب لغة نظرية قائمة على مفهوم الذكورة المفرطة، وغير مهيئة بشكل جيد لفهم الذكور السود بصفتهم ضحايا. ضعف الذكور السود في الماضي والحاضر، بدءًا من الاغتصاب إلى الاعتداء الجنسي إلى الموت، يجري تجاهله والتقليل من شأنه من خلال الخطاب الذي يركز على الذكورة المفرطة، ما يؤكد الحاجة إلى تطوير لغة وروايات ونظريات جديدة لفهم الذكور السود.
الهدف المحدد لدراسات الذكور السود هو النهوض بدراسة الذكور السود من جميع الأعمار، بعيدًا عن الصور النمطية للذكور السود، وإضفاء الطابع الإنساني على الروايات النظرية المتعلقة بهم. ويشمل تركيزها البحثي الإبداع والفكر وصحة الذكور السود من جميع الأعمار والتنشئة الاجتماعية للذكور السود البالغين من ناحية الأسرة والأبوة والعلاقات الإيجابية مع الأبناء، والأساليب الاجتماعية والنفسية للتأقلم التي يستخدمونها. تسعى دراسات الذكور السود أيضًا إلى تحرير الذكور السود من الغائية الجنسانية التي وُسموا بها. وتهدف إلى تقديم روايات مضادة لروايات الهيمنة المتعلقة بالذكور السود. وتشمل هذه الروايات المضادة تسليط الضوء على إيذاء الذكور السود، والذي يناهض روايات الهيمنة التي تصور الذكور السود على أنهم مسؤولون عن التمييز العنصري والعزلة الاجتماعية والاقتصادية التي يعيشونها. تسعى دراسات الذكور السود إلى تصحيح هذه الروايات المشوهة من خلال الاختبارات التجريبية وتطوير النظريات بالإضافة إلى استخدام التجارب الحية وأصوات الذكور السود لمواجهة الروايات المتعلقة بهم.

## التاريخ
يُعزى تأسيس دراسات الذكور السود في عام 1991 إلى ريتشارد ميجورز وهو عالم نفس أفريقي. نسب سيلز (2017) تأسيس هذا المجال البحثي إلى ميجورز واصفًا هذه الدراسات بأنها «خط من البحث العلمي».
في عام 1992، طور جّي بيلسون وآر ميجورز نظرية «الوضعية الظريفة».
في عام 1998، طور هارولد ماسون نموذجًا تجريبيًا يتناول المثابرة في كلية المجتمع للذكور الأمريكيين من أصل أفريقي.
في عام 2010، طور إس آر هاربر نموذج الإنجاز المضاد للعجز.
في عام 2013، طور إي سي بوش وإل بوش نظرية الذكور الأمريكيين من أصل أفريقي.
في 7 أكتوبر 2015، عُقدت الندوة الدولية السنوية الرابعة عن الذكور السود في التعليم في مونا، جامايكا، في جامعة الهند الغربية. في الندوة، شارك ماركوس جونسون، ودارين دي كيلي، وألفين لوغان، وليونارد إن مور، وريان ساتون، وغريغوري جّي فنسنت، من مبادرة أبحاث الذكور الأمريكيين من أصل أفريقي بجامعة تكساس، في حلقة نقاش بعنوان «اتجاهات جديدة في دراسات الذكور السود: مبادرة أبحاث الذكور الأمريكيين من أصل أفريقي بجامعة تكساس».
من خلال كتاب تومي جّي كاري اللارَجل: العرق والطبقة والنوع ومعضلة الرجولة عند السود (2017)، عُرضت الأسس النظرية لدراسات الذكور السود وضرورتها باعتبارها مجالًا متميزًا للدراسة، وجرى التعريف بوجود دراسات الذكور السود في الفلسفة، وضرورة توجيهها بمنحى متعدد التخصصات يشمل مواضيع مثل الطبقة والقانون والذكورة والسياسة والعرق. قتل البعبع: القضيبية والنظرة المشوهة الكارهة للرجال السود في التاريخ (2018) كان عملًا تأسيسيًا آخر لدراسات الذكور السود قدمه كاري. أسهمت هذه الأعمال الأكاديمية في بناء الأساس الأنطولوجي لدراسات الذكور السود. نظرًا إلى أهمية هذه الأعمال، أشار رشيد (2019) إلى أن كاري يمكن اعتباره أبًا لدراسات الذكور السود. ومع ذلك، أشار رشيد (2019) أيضًا إلى أن الكثير من العلماء من داخل وخارج الأوساط الأكاديمية أسهموا في تأسيس دراسات الذكور السود.
في 4 أكتوبر 2017، استُضيفت الندوة الدولية السنوية السادسة عن الذكور السود في التعليم في تورونتو، كندا. شارك تومي جّي كاري وويليام سميث وألفورد يونغ بحلقة نقاش بعنوان «اللارجل باعتباره نموذجًا: دراسات الذكور السود وإعادة تصور الذكر الأسود في النظرية والتطبيق التعليمي».
في عام 2019، أصبح تومي جّي كاري محررًا لسلسلة كتب دراسات الذكور السود: سلسلة استكشاف مفارقات الذكور المقهورين عرقيًا. كانت تلك سلسلة الكتب الأولى من نوعها في مطبعة جامعة «تمبل» التي تركز على دراسة الذكور السود. استندت سلسلة الكتب أيضًا إلى نماذج ما بعد التقاطع للذكورة الجنوبية العالمية ونظرية الهيمنة الاجتماعية، وسعت إلى معالجة أوجه القصور الموجودة في منشورات دراسات الذكورة، وتطلعت نحو تطوير النظريات تجريبيًا في دراسات الذكور السود.
في 25 مارس 2022، عٌقدت ندوة الربيع السنوية الثانية عشرة لمشروع ليمون في كلية ويليام وماري في وليامزبورغ، فرجينيا. في الندوة، شارك دانيال بلاك وأوشان غادسدن وتي حسن جونسون في حلقة نقاش بعنوان «حان الوقت الآن: حياة الرجال السود في الماضي والحاضر والمستقبل». كان تومي جّي كاري أيضًا متحدثًا رئيسيًا في الندوة.

## دراسات الذكور السود والعالم الغربي
تسعى دراسات الذكور السود إلى إعادة تقييم العمل المتركز حول الذكورة والرجولة والذكورية لدى السود ودورهم في إطار النظام الأبوي الأبيض في كندا والمملكة المتحدة والولايات المتحدة وفي مواقع أخرى في العالم.

### الولايات المتحدة الأمريكية
النظام في الولايات المتحدة الذي يهزأ من الذكور السود ويستبعدهم وينبذهم ويتحيز ضدهم على أساس العرق والجنس متجذر في تاريخ سيئ ومنحاز ضد الذكور السود يعتبرهم خطرًا على الحكم السياسي والاجتماعي والاقتصادي وعلى سلطة الرجال البيض. خلال القرن التاسع عشر، حصرت التقاليد العائلية والاجتماعية الأبوية المغايرة السيطرة والتحكم السياسي والاجتماعي الاقتصادي في الرجال البيض. نشأ تصوير الذكور السود على أنهم عنيفون وهمجيون من هذه البيئة في القرن التاسع عشر. من خلال دراسات الذكور السود، تبين أن النساء البيض اللواتي نادين بحق الاقتراع ساهمن بزيادة سلطة النظام الأبوي الأبيض من خلال الدعوة إلى الإعدام التعسفي الجماعي للذكور السود ومن خلال شيطنة الذكور السود للتأثير على حقهم في التصويت. سوزان بي أنتوني وإليزابيث كادي ستانتون مثالان على المناديات بحق الاقتراع اللواتي عززن سلطة النظام الأبوي الأبيض.